# Krzysztof Kotorowski

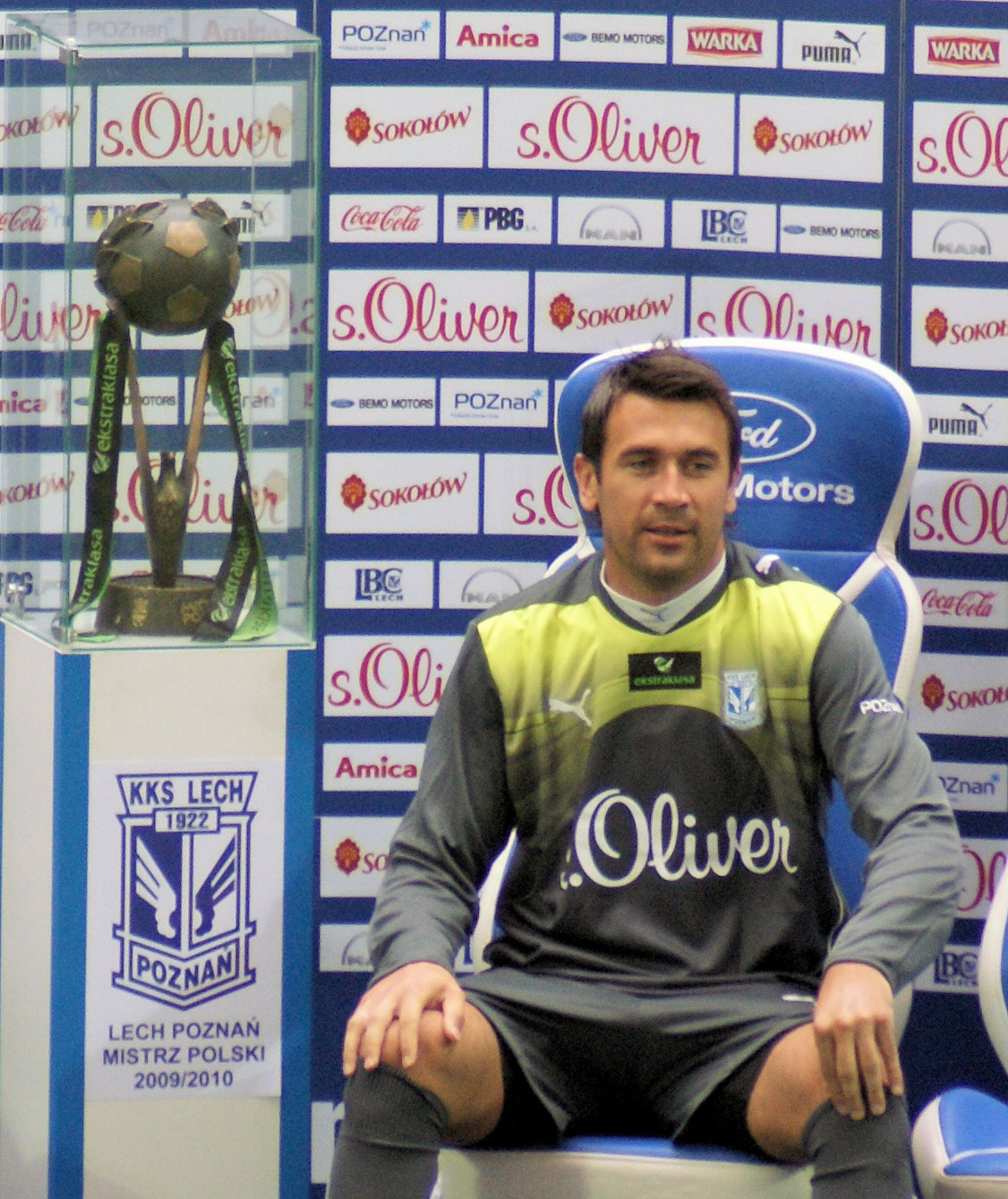
Kotorowski z Pucharem Mistrza Polski za sezon 2009/2010

Krzysztof Kotorowski (ur. 12 września 1976 w Poznaniu) – polski piłkarz, grający na pozycji bramkarza. W latach 2004–2016 zawodnik Lecha Poznań.

## Kariera

### Rozgrywki krajowe

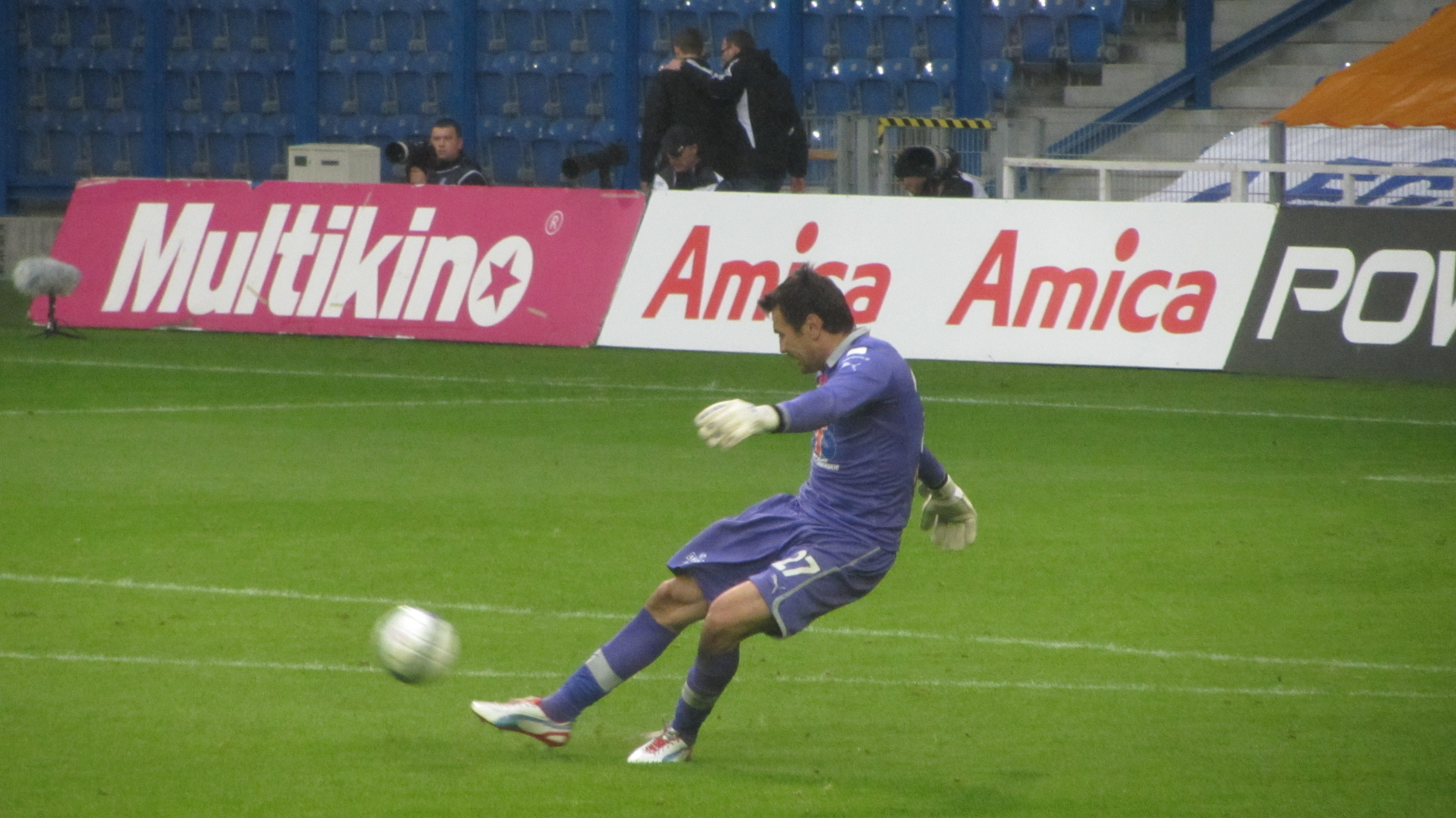
Krzysztof Kotorowski w meczu z Podbeskidziem Bielsko-Biała

Kotorowski jest wychowankiem Olimpii Poznań. W sezonie 1994/95 został włączony do kadry pierwszego zespołu, jednak nie doczekał się debiutu w najwyższej klasie rozgrywkowej. Rok później, po przeniesieniu klubu do Gdańska, trafił do Lubońskiego KSu, a w kolejnym sezonie dołączył do drugoligowej Dyskobolii Grodzisk Wielkopolski, gdzie został aż do 2003 roku. Wiosną 1998 roku zadebiutował na boiskach Ekstraklasy w spotkaniu ze Stomilem Olsztyn, zmieniając w 62. minucie Tadeusza Fajfra. Lepszym okresem w karierze Kotorowskiego był sezon 1999/2000 oraz runda jesienna sezonu 2000/2001, w których został pierwszym bramkarzem Dyskobolii i wystąpił we wszystkich spotkaniach I ligi. Wiosną musiał ustąpić miejsca Wojciechowi Kowalewskiemu. Do końca występów w Dyskobolii bronił już tylko okazjonalnie. Jesienią 2003 roku przeniósł się do drugoligowych Błękitnych Stargard Szczeciński, zespół po rundzie wycofał się z rozgrywek i Kotorowski trafił do Lecha Poznań, gdzie występował do 2016 roku. W sezonach 2005/2006 i 2006/2007 miał niepodważalną pozycję w pierwszym składzie poznańskiej drużyny. Jesienią 2007 roku stracił miejsce w jedenastce na rzecz Emiliana Dolhy, które odzyskał po słabszych występach i kontuzji wyżej wymienionego. W sezonie 2008/2009 rywalizował o miejsce w składzie z Ivanem Turiną. Po wygaśnięciu kontraktu 30 czerwca 2009 r. władze Lecha nie zdecydowały się na dalszą współpracę z Kotorowskim, jednak 6 lipca 2009 r. przedłużył kontrakt z Lechem o dwa lata. Ostatni mecz w karierze rozegrał z Ruchem Chorzów 15 maja 2016 roku wchodząc w 77 minucie zmieniając Jasmina Buricia.

### Rozgrywki europejskie
Kotorowski w barwach Lecha Poznań zadebiutował w europejskich pucharach w rewanżowym spotkaniu z azerskim Karvanem Yevlakh, rozgrywanym w ramach Pucharu Intertoto (w roku 2005). Na kolejne występy musiał czekać do sezonu 2008/2009, kiedy to wystąpił we wszystkich meczach rund kwalifikacyjnych oraz I rundy Pucharu UEFA. Kotorowski pojawił się również na boisku w wygranym 4:2 spotkaniu z Austrią Wiedeń.
W sezonie 2010/2011 Kotorowski zagrał w dwumeczu z Interem Baku. W meczu rewanżowym o awansie zadecydowała seria 11 rzutów karnych wygranych przez Lecha Poznań 9:8. Kotorowski obronił 3 rzuty karne i skutecznie wykonał jedenastkę w decydującej, jedenastej serii.

## Statystyki

### Mecze w ekstraklasie
1. mecz: 21 III 1998, Dyskobolia Grodzisk Wlkp. – Stomil Olsztyn 0:1 (0:0)

50. mecz: 27 X 2001, Dyskobolia Grodzisk Wlkp. – Pogoń Szczecin 2:0 (0:0)

100. mecz: 3 XI 2006, Legia Warszawa – Lech Poznań 3:2 (0:0)

150. mecz: 15 III 2009, Górnik Zabrze – Lech Poznań 1:1 (0:0)

200. mecz: 18 V 2013, Legia Warszawa – Lech Poznań – 1:0 (0:0)
Dotychczas w ekstraklasie rozegrał 223 mecze.

### Mecze w Lechu Poznań
1. mecz: 8 VI 2004, Górnik Polkowice – Lech Poznań 0:2 (0:0)

50. mecz: 5 VIII 2006, Zagłębie Lubin – Lech Poznań 0:0

100. mecz: 24 II 2008, Górnik Zabrze – Lech Poznań 0:1 (0:0)

150. mecz: 28 IV 2010, Lech Poznań – Lechia Gdańsk 2:1 (1:1)

200. mecz: 9 III 2012 Wisła Kraków – Lech Poznań 0:0

W barwach Lecha Poznań rozegrał 239 oficjalnych spotkań.

## Sukcesy

### Klubowe

#### Lech Poznań
- Mistrzostwo Polski (2×): 2009/2010, 2014/2015
- Puchar Polski (2×): 2004, 2009
- Superpuchar: 2004, 2009, 2015